# 栗田善成のまずはラジオでおつかれさん
栗田善成のまずはラジオでおつかれさん（くりたよしなりのまずはラジオでおつかれさん）は、KBCラジオで1975年4月7日～1988年3月と2003年4月～2011年3月に放送されていた、平日夕方の生ワイド番組である。
本稿では2003年以降の復活版(第2期)の記述が中心となる。

## 概要
栗田善成の冠番組。略称｢まずラジ｣。元々は1975年～1988年にかけて、栗田と福地高子のコンビで、現在と同じ時間帯に放送されていた。なお、後に福地は番組を降板。その後は複数の女性アシスタントが付き、変動している。
その後、1988年3月にKBCラジオの平日帯朝ワイド番組『栗田善成の元祖ラジオ本舗』を担当する事になり、栗田が番組を降板。
後任として、安田栗之助がメインパーソナリティとなり、1988年4月より『栗之助のまずはラジオでおつかれさん』として放送された。
KBCラジオがニュース・情報主体の新編成「KBC-INPAX」をスタートさせた事により、1990年4月7日の放送をもって終了となったが、2003年3月27日に13年振りに復活し、2011年3月に終了。
なお2018年1月1日には「新春!　まずはラジオでオメデトさん」として栗田・福地の第1期コンビで特別番組として7年ぶりに復活、栗田・福地コンビとしては第1期終了以来の30年ぶりの復活となる。
オープニングは、まず栗田が「まいど!まいど～! お世話になっております! 栗田善成 メヘヘヘヘン!でございます!」と言う。徳永の担当日のときは、その次に栗田が「それでは、ご紹介致しましょう!」と、徳永に対するコメントを言った後、「女優 徳永玲子～!」と言った後、徳永は「おーっほっほっほっほっ!」と言う。福本の担当日のときは、すぐに福本が「頭も軽く、心も軽く、福本清子」と言った後、2人揃って「キョンちゃんでーす!」と言う。
岐阜放送ラジオで80年代に放送されていた「まずはラジオでご苦労さん」とは関係ない。

## パーソナリティ
第2期放送終了時
- 栗田善成（メインパーソナリティ　番組内では「師匠」と呼ばれる事が多い）
- 徳永玲子（月・火曜アシスタント、2003年4月～終了まで）
- 福本清子（水～金曜アシスタント　愛称は「キョン」　2006年4月～終了まで）
  - 2007年3月まで福本が月～水担当、徳永が木・金担当だった

過去
第1期
- 福地高子
- 小池可奈

第2期
- ゆっきー（2003年4月～2006年3月まで月～水曜アシスタント）
  - ゆっきーがトンチンカンな事を言ったり、噛むなど失敗をした時に、栗田に「裸になって立ってなさ～い！」と言われており、ゆっきーのキャッチフレーズのようになっていた（ラジオフェスタなどのイベントでは、栗田は必ず、ゆっきーの紹介の時に言っていた。ゆっきーが結婚式の司会をした時にも、客席からこの声がかかったことがあるそうである）。しかし、2006年3月のゆっきーの番組卒業に伴って、この言葉は封印された。

## 放送時間
第1期
- 不明

第2期
- 2003～2006年度ナイターシーズン　月曜 16:00～18:00・火曜～金曜 16:00～17:45
- 2007年度ナイターシーズン　月曜 16:00～19:30・火曜～金曜 16:00～17:45
- 2008年度以降のナイターシーズン　月曜 16:00～19:00・火曜～金曜 16:00～17:45

- 2003～2005年度ナイターオフ期　月曜～金曜 16:00～18:00
- 2006年度以降のナイターオフ期　月曜～金曜 16:00～19:00

## ノベルティ
放送終了時
- 岩崎本舗 「大とろ角煮まんじゅう」5個入りが毎回1名に当たる。

過去
- 岩崎本舗の「豚どん」5袋入りと「角煮まんじゅう」1箱のセット
- 岩崎本舗の「豚どん」8袋入りのセット（～2007年9月）
- 岩崎本舗の「長崎角煮まんじゅう」5個化粧箱入り
また、賞品を紹介する時、パーソナリティが「岩崎本舗の大丸福岡天神店から「長崎角煮まんじゅう」5個けしょ～ばっこ入り!!」と紹介していた。

## コーナー

### 放送終了時のコーナー
- オトナの勉強室（山元酒造 提供）
福本の担当日のときだけ「続いては、このコーナー!」という掛け声で始まる。
主に性文化に関する事を雑誌などから紹介するコーナー。最近は世界のジョークを紹介している。
日によって（祝日・大型連休期間等）は、下ネタ抜きのコーナーになることがある。
栗田が欠席の場合は、代役パーソナリティ持ち込みの話題を紹介することがある。
- ひまわり号リポート
KBCラジオカー・ひまわりが、エリア内の様々な場所をリポートするコーナー。
- 壱岐っ娘・粋な焼酎仲間（木曜日）
壱岐出身の人物とインタビューするコーナー。以前は「壱岐っ娘・いきいきリポート」というコーナー名だった。
- マドモアゼルYの夢占い
リスナーから寄せられた夢について、マドモアゼルY（栗田）がその夢を分析するコーナー。
オトナの勉強室やラジオショッピングなどが長引いたりして時間が無くなった時は、コーナー名を言った後に「…と言いたい所だけど、今日はお休み」と言い、そのままコーナーが終了することもある。
栗田が欠席の場合はコーナー自体休みになり、リクエストの時間に当てられることがある。
- 川中美幸 人・うた・心（文化放送（QR）制作）
元々この時間（16:32頃）は「どうですか歌謡曲」（ニッポン放送 制作）であったが、途中で「PAO〜N」と枠交換を行い、現在は「人・うた・心」となっている（その後、KBCラジオでの「どうですか歌謡曲」のネットは終了）。
- 夕刊コーナー
女性パーソナリティの「夕刊で～す」の声から始まる。夕刊を元に、その日一日の話題を紹介するが、メイン項目はその後の「ニュース・パレード」に繋ぐことも多く（大抵、栗田が「これは、この後のニュース・パレードでもやるでしょう」とコメントする）、ローカルニュースや夕刊の端の方にある話題を取り上げる事が多い。
- 滝悦子の すいとー!福岡（水曜～金曜）
- ニュース・パレード（QR制作）
- 艶だし川柳･･･概要は後述。
- 栗田流面白歌ばん（トヨタグループ 提供）
- KBC朝日新聞ニュース（16:55頃・18:55頃）
- KBC天気予報（16:57頃・18:57頃）
- KBC交通情報（16:30頃・17:30頃・18:30頃）

### 月曜日のみのコーナー
- ホークスライブスタジアム
福岡ソフトバンクホークスの最新情報を紹介するコーナー。
ナイターシーズン期の火曜～金曜日は「夜はこれから!ホークス派宣言」の1コーナーとして放送。
ナイターオフ期は月曜～金曜日まで放送。
- 善成の大耳小耳
大きなニュースから小さなニュースまで幅広く紹介するコーナー。
ナイターオフ期は月曜～金曜日まで放送。
- 栗善の今夜のあてといいちこと
- 今日の引っ掛かり
最近のニュースを取り上げるコーナー。

### ナイターシーズン期のみのコーナー
- 耳で味合うプロの味
各料理店のご主人と電話で繋ぎ店のお薦め料理等を聞くコーナー。
- もしもし栗田です
パーソナリティがリスナーと電話をつなぎ、リスナーの近況を伺うコーナー。

### ナイターオフ期のみのコーナー
- 明日への伝言板（北九州市人権推進センター 制作）
- おかしな事件簿（火曜日）
- 善成のグルメ指南（木曜日）
- スポーツ一夜漬け（金曜日）
- 懐メロショップ 栗田レコード店

### 過去に放送したコーナー
- 三菱ダイヤモンドハイウェイ
1980年代から1990年の番組終了までの16:45頃から17:00にかけて放送されたコーナー。
ニッポン放送（LF）で放送されていたコーナーをスポンサーとタイトルのみネットしていたもの（企画ネット番組）で、海外から届くトピックスを60年代、70年代の洋楽を交えて紹介。スポンサーは三菱石油（現・ENEOS）で、スポンサーコールは「スリーダイヤモンドマークの三菱石油」（三菱の社紋である3つの菱形をダイヤモンドに見立てた）と紹介していた。またタイトルコールのあとに流されるBGMにはテレビ番組「なるほど!ザ・ワールド」でも使用されたザ・トランプスの「トランプス・ディスコのテーマ」が使用された。
- ご主人まーだぁ?!
「もしもし栗田です」の前コーナー。電話をかけるリスナー層としては、女性や主婦が多かった。
- 黒木瞳 ホッとGoing（LF制作）･･･2007年9月まで放送。
- 本の気持ちです（2003年10月～2005年3月、もともとは単独番組であったが、番組終了後まずラジの1コーナーになった）
- 独占!メジャーリーグTODAY（LF制作、番組自体は継続している）
- 智子のパチンコ大好き!（火曜日）
- だって博多の女（ひと）やもん（現在は土曜日の「おはよういい朝KBC」内で放送）
- スポーツ報知レース予想
競艇のレースを中心にスポーツ記者と電話を繋ぎ、今後のレースの予想をするコーナー。
- コマツ・メジャーショウアップ（LF制作）
- 週刊和田毅 WATTI RADIO（木曜日）

## 艶だし川柳

### 概要
- 「栗田善成の元祖ラジオ本舗」「栗田善成のそんなバナナ塾」時代から続く、リスナーから寄せられた川柳を紹介するコーナー。テーマは毎週変わる。
- 「艶消しA班」と「艶だしB班」が出てくるが、「艶消しA班」は普通の川柳を指し、「艶だしB班」はお色気の川柳を指す。
- また、A班・B班にもどちらにも入らない「番外編」（初投稿者や少しテーマと違うような作品）を先に何篇か紹介する。
- 福本・徳永も毎週自分で作るが、その大半は栗田に駄目出しされて、毎週何篇かに1つ、やっと「まあそれにしとくか」と合格をもらう。
- 番組のホームページに、週ごとの「艶消しA班」と「艶だしB班」の傑作選を掲載した、週に1回発行の「艶だし瓦版（RNまいどスケベの大阪人製作）」、4週に1回発行の「艶消し瓦版（RNどんぶらこ製作）」を閲覧する事ができる。
2008年7月頃から「艶だし瓦版（第440版から）」「艶消し瓦版（2008年第7号から）」のテキスト版がホームページに掲載された。

### ノベルティ
放送終了時
- 「艶消しA班」のノベルティは、博多の女と尾形大作のCDのセット。
- 「艶だしB班」のノベルティは、「さつま焼酎 黒伊佐錦」の五合瓶（2008年4月～）
紹介するときは栗田が「さつま焼酎・黒伊佐錦 五合瓶」と言った後、徳永・福本が「びんびん」と紹介している。（以前は「ごんごん」と言っていた。）

過去
- 艶だしB班
  - 麦焼酎の「壱岐っ娘」（2007年8月～2008年3月）
紹介するときは栗田が「モンドセレクション受賞。麦焼酎・壱岐っ娘」と言った後、徳永・福本が「いや～ん」と紹介していた。徳永の場合は「いや～ん」の後、栗田から「やめなさい!」とツッコミが入ることが多かった。
  - 麦焼酎の「直会」（2007年7月）
紹介するときは栗田が「麦焼酎・直会」の後、徳永・福本が「パンパン（手拍子付き）」と紹介していた。
  - 米焼酎の「華酵母」（～2007年6月）
紹介するときは栗田が「米焼酎」の後、徳永と揃って「華酵母」と紹介していた。福本の担当日の場合は栗田1人で紹介していた。